# 135D号联邦公路
135D号联邦公路（西班牙語：Carretera Federal 135D），又称夸克诺帕兰 - 瓦哈卡公路（西班牙語：Autopista Cuacnopalan - Oaxaca），是墨西哥境内的一条公路，为该国公路系统中平行于135号联邦公路的收费公路。该公路起自普埃布拉州东部夸克诺帕兰镇附近，经特瓦坎、亚松森诺奇斯特兰等地，抵达瓦哈卡州首府瓦哈卡市，全长242.7公里。

## 建设历程
135D号联邦公路始建于1991年，并于3年后的1994年11月29日正式通车。该公路为墨西哥国家基础设施建设基金（FONADIN）所颁发特许经营权的联邦公路之一。

## 分段
根据墨西哥交通部及联邦道路桥梁管理局发布的《墨西哥公路数据报告（2020年版）》，该公路途径普埃布拉、瓦哈卡两州，在普埃布拉州境内长度83.5公里，瓦哈卡州境内长度159.2公里。

## 走向

### 普埃布拉州
135D号联邦公路起自普埃布拉州东部帕尔玛-德布拉沃市境内夸克诺帕兰镇以北，自150D号联邦公路分出，向南首先穿越索尔特佩克山脉进入特瓦坎谷地，至特瓦坎市西北与150号联邦公路相交，设同名收费站；随后自该市西侧过境，设一互通与前往瓦华潘-德莱昂的125号联邦公路相汇。公路向东南经过圣加夫列尔奇拉克镇后，在圣何塞米亚瓦特兰市西南设米亚瓦特兰收费站，自此以下穿越特瓦坎-库伊卡特兰自然保护区核心地带，以卡拉帕大桥跨翁多河后离开州境。

### 瓦哈卡州
公路进入该州后首先沿翁多河右岸向西南前行，后转向南经特佩尔梅梅镇，至苏奇斯特拉瓦卡村附近设一收费站；随后继续向南，外绕瓦哈卡州北部重要城市亚松森诺奇斯特兰，与190号联邦公路相汇。公路转向东南，途径中低山区域后至韦佐镇处入瓦哈卡中央谷地，设韦佐收费站并再次与190号联邦公路互通，最终在瓦哈卡市北郊第三次汇入190号联邦公路，为该公路终点。

## 事故
135D号联邦公路因其行车安全问题而多见于媒体报道，沿线抢劫、封路犯罪频发，对途经车辆造成严重的安全威胁。
2020年2月3日，该公路特瓦坎段发生山体滑坡，造成公路中断，数辆途径车辆被滑坡砸中，多人受伤。